# Jdidhe Abu Elthohur
Jdidhe Abu Elthohur (tiếng Ả Rập: جديدة أبو الظهور) là một ngôi làng nằm ở Abu al-Duhur Nahiyah ở huyện Idlib, tỉnh Idlib, Syria. Theo Cục Thống kê Trung ương Syria (CBS), Jdidhe Abu Elthohur có dân số 1317 trong cuộc điều tra dân số năm 2004.